# Oleksandr Yaroslavsky
Pour les articles homonymes, voir Yaroslavsky.
Oleksandr Yaroslavsky (en ukrainien : Олександр Ярославський ; né le 5 décembre 1959) est un homme d'affaires ukrainien. Il était auparavant copropriétaire de UkrSibbank et président de FC Metalist Kharkiv (2005-2012). Il est actuellement président de Development Construction Holding (DCH) et, selon les médias ukrainiens et est-européens, il est l'une des personnes les plus influentes en Ukraine.
En 2016, Forbes l'a classé dixième personnalité la plus riche du pays.

## Enfance et débuts
Yaroslavsky est né à Jdanov (aujourd'hui Marioupol) le 5 décembre 1959, dans le sud-est de l'Ukraine. Ses deux parents étaient médecins et la famille a déménagé à Kharkiv alors qu'il était encore enfant.  
Il obtient son diplôme de technologue à l'Académie de nutrition publique de Kharkiv, puis passe trois ans dans l'armée soviétique, la majorité du temps en service en Hongrie. Après avoir été démobilisé, Yaroslavsky étudie pendant un an la jurisprudence grâce aux cours du MVD soviétique et travaille en tant d’inspecteur au département régional de Kharkiv contre le détournement de la propriété socialiste (dénommé OBKhSS).  
En 1998, il est diplômé en sciences techniques à l'Institut de technologie d'Odessa. Il travaille ensuite à l'Institut de l'alimentation de Kharkiv avant de devenir entrepreneur après l'effondrement de l'Union soviétique. 

## Carrière professionnelle
Yaroslavsky est vice-président de Gaia jusqu'en 1996, puis vice-président de la représentation ukrainienne de Triverton International jusqu'en 1997. À partir de 1998, il devient président et actionnaire principal de JSCIB UkrSibbank (groupe UKRSIB). Il transfère le contrôle de UkrSibbank à BNP Paribas en 2006 et, l'année suivante, transfère le groupe UKRSIB et le consolidé ainsi que ses autres activités sous une entité unique, DCH Group. Il est l'unique propriétaire de DCH Group. En 2010, BNP Paribas acquiert la pleine propriété d’UkrSibbank, conservant les services de DCH pour le recouvrement de créances et d’autres services d’assistance aux opérations.  
DCH est l'un des conglomérats les plus puissants d'Ukraine et comprend des participations dans les secteurs de la finance, de l'industrie, des carrières et du ciment, des mines (Ukrainian Mining Co.) et du développement immobilier (notamment le lotissement Vozdvyzhenka Elite à Kiev). L'un des principaux intérêts de Yaroslavsky est de protéger les investissements de ses partenaires étrangers, parmi lesquels Citigroup (États-Unis) et Apollo (États-Unis), aux côtés de BNP Paribas. Avec DCH, ces deux sociétés se partagent la propriété du réseau de centres commerciaux Karavan. En partenariat avec le gouvernement, le DCH reconstruit l'aéroport international de Kharkiv, officiellement ouvert le 28 août 2010. Le 25 février 2011, DCH finalise la vente de Merefa Glass Ltd à la société turque Sisecam pour un montant de 32 millions d'euros. Au début du mois de mars 2011, DCH vend OJSC Azot à Dmytro Firtash pour une somme évaluée à 800 millions de dollars.  
Yaroslavsky construit également le premier hôtel 5 étoiles de Kharkiv, le palace de Kharkiv, qui ouvre ses portes le 5 décembre 2011. Pendant l'Euro 2012, c'était le siège de l'UEFA. Yaroslavsky assiste régulièrement à Davos et  co-organieé le déjeuner ukrainien en 2011 avec Viktor Pinchuk. En 2011 et 2013, il aide  à organiser la délégation ukrainienne à la conférence annuelle de Yalta European Strategy (YES). 

## FC Metalist
Yaroslavsky devient propriétaire du FC Metalist en 2006. Sous son mandat, le club établit un record national en remportant la médaille de bronze au championnat national pendant six années consécutives. Pendant cette période, le FC Metalist atteint la demi-finale de la Coupe nationale ukrainienne à deux reprises et participe à la Coupe UEFA, atteignant la phase de quart de finale en 2011-12.  
Yaroslavsky lance un programme de modernisation de l'infrastructure sportive de Kharkiv, y compris la reconstruction du stade du FC Metalist. Au total, l’investissement de Yaroslavsky à Kharkiv en vue de l’Euro 2012 s’élève à 300 millions de dollars. Yaroslavsky vend le FC Metalist à Sergey Kurchenko en décembre 2012. 

## Carrière politique
En 2002-2006, Yaroslavsky est élu député du peuple à la Verkhovna Rada d'Ukraine représentant le Parti des Verts d'Ukraine à la IVème Convocation. De son propre aveu, il réalisera peu de choses dans ce rôle et il décide de quitter la politique. Depuis, il est resté complètement en dehors de la politique ukrainienne. 

## Engagement caritatif
En octobre 2010, Yaroslavsky et Dmytro Firtash (propriétaire de DF Group), lors d'un dîner de charité organisé par la Fondation Elena Pinchuk ANTIAIDS, versent 1,75 million d'euros pour le tableau «In Love» de l'artiste britannique Damien Hirst. Cet article reste l’objet le plus cher jamais acheté lors d’une vente aux enchères en Ukraine.  
Yaroslavsky s'est impliqué dans des projets visant à développer le football des jeunes a John Elkann, de la famille Agnelli. Yaroslavsky soutient d'autres projets caritatifs, notamment les activités du fonds "Rіdny Dim". 

## Vie privée
Yaroslavsky a cinq enfants. Il pratique plusieurs activités sportives (yoga, tennis, plongée sous-marine, ski). Yaroslavsky est passionné de rugby et sponsorise le RC Olymp à Kharkiv.    

## Distinctions
Il reçoit l'ordre du mérite de l'UEFA pour sa contribution au tournoi UEFA 2012. Il a également reçu de nombreux prix et récompenses de la part de l’église orthodoxe ukrainienne. 